# 1984年のラジオ (日本)
1984年のラジオ (日本)では、1984年の日本のラジオ番組、その他ラジオ界の動向について記す。

## 主な番組関連の出来事
- 4月2日 - NHKラジオ第2で、テレビ『名曲アルバム』の音楽素材を使用した同番組のラジオ版『名曲の小箱』が放送開始。同月8日には、ラジオ第1でも放送を開始[1]。

## 主なその他ラジオ関連の出来事
- 12月28日 - 元ニッポン放送アナウンサーで『オールナイトニッポン』初代パーソナリティの1人である糸居五郎が死去（63歳没）。

## 開局
- 9月1日 - エフエム沖縄
- 12月1日 - エフエム宮崎
- 12月18日 - 福井エフエム放送

## 閉局
- 8月31日 - 極東放送

## 特別番組

### 4月放送
- 24日 - おおさか好き ラジオまつり84（朝日放送・MBSラジオ・ラジオ大阪）[2]
- 27日 - ゴールデンウィークお天気相談室（文化放送）

## 開始番組

### 1984年1月放送開始
中部日本放送
- 2日 - 唄啓のこれは得だすお聞きやす

### 1984年2月放送開始
ニッポン放送
- 10日 - TOKYOベストヒット

### 1984年4月放送開始
NHKラジオ第1放送
- 1日 - サンデージョッキー
- 2日
  - おはようラジオセンター
  - ふれあいラジオセンター
  - こんにちはラジオセンター
  - こんばんはラジオセンター
- 8日
  - ふるさとリポート
  - さわやか広場

NHKラジオ第2放送
- 2日
  - 私の科学ノート
  - 名曲の小箱
- 5日 - 新海外情情

NHK-FM放送
- 2日 - FMアドベンチャー
- 7日 - 音楽家ポートレート
- 8日
  - FM音楽手帳
  - 希望音楽会

STVラジオ
- 9日 - 河村通夫の桃栗三年

TBSラジオ
- 月内
  - 筑紫哲也のニュースジョッキー
  - 所ジョージのホロホロ天国すんごいですね
  - 生きている話

文化放送
- 2日
  - 小倉智昭のとことん気になる11時
  - 男 梶原茂34 ダイナミックレーダー 歌謡ヒットパレード
- 7日 - 伊東四朗のあっぱれ土曜ワイド

ニッポン放送
- 2日 - 堀ちえみ パイオニア・どきどきダイアリー
- 7日 - いでみつ元の土曜日一番のり!
- 8日 - タッチ・ミー・EPO
- 9日
  - お早ようひがのぼるです
  - はたえ金次郎の夕焼け一丁目
  - KIDS IN TOSHIBA かぼちゃークラブ
  - どんまいフレンド
- 月内
  - ナイター花の応援団
  - とんでもダンディー・民夫くんと文夫くん
  - 杏里の全日空サウンドフライト

CBCラジオ
- 14日 - 三久保角男のハミングサタデー

東海ラジオ
- 9日 - 奈美子・有希子・小緒里のドキドキラジオ[3]

KBS京都
- 月内 - パンプキンスクエアー

朝日放送ラジオ
- 月内 - 〜土曜おはようワイド〜文珍のおもしろラジオ

MBSラジオ
- 9日 - すみからすみまで角淳一です

ラジオ大阪
- 6日 - どっきん!面白天国

山陽放送
- 9日 - 演歌春秋

山口放送
- 7日 - 土曜いい朝おはようワイド

大分放送
- 15日 - アニメマインド

エフエム東京
- 7日 - FMトランスミッション/バリケード

エフエム大阪
- 月内 
  - さだまさし それぞれの旅
  - ピープル・ナウ
  - Come on Compute

JFNC
- 月内 - FMさわやかスタジオ

ラジオたんぱ
- 2日 - ザ・マネー
- 8日 - アイドル電話90分!

### 1984年5月放送開始
岩手放送
- 13日 - フィッシュ・オン・イワテ

ニッポン放送
- 2日 - 薬師丸ひろ子 ひろ子探偵局

### 1984年7月放送開始
ラジオ日本
- 2日 - こんにちは!鶴蒔靖夫です

### 1984年8月放送開始
文化放送
- 5日 - キラキラサンデー 健次と靖子のおもしろランド[4]

### 1984年9月放送開始
エフエム沖縄
- 3日 - 午後の歌謡曲

JFNC
- 3日
  - うたのプロムナード
  - FMヤングスタジオ[4]

### 1984年10月放送開始
HBCラジオ
- 8日 - 夜はこれから

TBSラジオ
- 8日 - 進め!おもしろバホバホ隊
- 9日 - スーパーギャング
- 13日 - 古舘伊知郎の赤坂野郎90分
- 月内
  - 日本列島盛り場ヒット情報
  - 球暦球談
  - 神田正輝のときめきパーティ
  - ポップス・エキスプレス

文化放送
- 1日
  - お元気ですか高島忠夫です
  - 川中美幸 人・うた・心
- 月内
  - 高部知子・風にふかれて
  - ライオンズナイター GOGOおもしろ大放送
  - 夢口上 武田鉄矢商店
  - 西川のりおの過激にアタック!

ニッポン放送
- 7日 - 菊池桃子 桃子とすこし夜ふかし[3]
- 8日
  - 極楽ワイド鶴ちゃんでーす!
  - 大杉・アッコのホームラン歌謡曲
  - KISS KISS シンドローム
  - ラジオショック! うわさのTOP40
  - 岡田有希子 ちょっとおあずけ[3]
- 12日 - 石川秀美 みんとくらぶ[3]
- 14日
  - 古舘伊知郎のフルタッチ歌謡曲
  - スーパーステーション
  - ザ・ミュージック・プロデューサー

北陸放送
- 月内 - Radioファイル1107

東海ラジオ
- 8日 - PAOPAOステーション
- 13日 - mamiのRADIかるコミュニケーション

岐阜放送
- 月内 - 土曜ジャーナル

朝日放送
- 月内 - ニュースラインアップABC[5]

MBSラジオ
- 6日 - MBSイブニングレーダー[5]
- 8日 - ホームラン歌謡劇場
- 12日 - やすきよのラッキートゥナイト

ラジオ大阪
- 月内 - OBCミュージック・ナイターぱっくんカフェ

四国放送
- 8日 - えんやこらワイド

宮崎放送
- 21日 - アニメランド

エフエム東京
- 月内
  - ヤングプラザ80
  - ザ・スーパースター

エフエム大阪
- 月内 - WONDERFUL MUSIC STATION radio papa

エフエム沖縄
- 1日 - サザンステーション

民放AM各局
- 月内 - シンセン☆キラキラナイト

### 1984年11月放送開始
東京放送
- 11日 - ラジオマクロス みんなデカルチャー

### 1984年12月放送開始
エフエム福井
- 月内
  - モーニング・ステーション
  - ママと僕のFMランド

エフエム宮崎
- 月内
  - FMモーニングワイド
  - トワイライト・ステーション

JFNC
- 月内 - FMナイトストリート

### 開始日不明
北日本放送
- きらめいて朝!吉友嘉久子です[5]

ラジオ大阪
- 枝雀のすビバせんね[5]

和歌山放送
- 女の土曜日[5]

高知放送
- おはようジャーナル[5]

琉球放送
- ロッテリアサウンドステーション

エフエム大阪
- 中島らもの月光通信

JFNC
- FM歌謡アベニュー

ラジオたんぱ
- SONYワールドネットワーク

## 終了番組

### 1984年3月放送終了
NHKラジオ第1
- 4日 - しらべによせて
- 12日 - ビジネス情報
- 13日 - サイエンスウィークリー
- 14日 - 文化時評
- 15日 - わたしの海外日記
- 16日 - 現代教育事情
- 17日 
  - 健康談話室
  - ことばの十字路
- 24日 - 音楽の窓
- 25日 - 老後をたのしく
- 31日
  - 朝のロータリー
  - 午後のロータリー
  - 芸能ダイヤル

NHK-FM
- 31日 - 名演奏家の時間

### 1984年4月放送終了
NHKラジオ第1
- 1日
  - わがふるさと
  - 昭和歌謡大全集
  - 自然とともに
  - NHK特派員報告
  - 夢のハーモニー